# 하마마쓰시
하마마쓰시(일본어: 浜松市)는 일본 시즈오카현 서부에 있는 시이다.
2005년 7월 1일에 시즈오카현 서부에 있던 11개 시정촌을 편입함으로써 현내에서 가장 인구가 많은 도시가 되었다. 시즈오카현의 현청은 시즈오카시에 있으나 하마마쓰시는 시즈오카시보다 평지가 넓고 공업도시여서 오랫동안 시즈오카현에서 가장 인구가 많은 도시였다.
2003년에 시즈오카시가 시미즈시와 통합함으로써 하마마쓰시의 인구를 추월했으나 2005년의 11개 시정촌 편입으로 하마마쓰시가 다시 시즈오카시를 추월했다. 또한 이때의 편입으로 현내에서 가장 넓은 면적을 차지하게 되었다. 일본 국내에서도 기후현 다카야마시 다음으로 두 번째로 넓다. 그 행정구역은 태평양 연안에서 아이치현 및 나가노현과의 경계선까지 이어지는 남북으로 긴 구역이며, 산간 지역도 많다.
인구가 80만 명을 넘어 정령지정도시 승격이 유력한 후보 도시로 여겨져 왔고, 2007년 4월 1일부터 정령지정도시가 되었다. 일본 조기경보기 E-767가 배치된 항공자위대 하마마쓰 기지가 있다.

## 역사
현재의 하마마쓰시를 이루는 지역은 선사 시대부터 사람들이 살기 시작했다. 아카모누에 고분을 포함한 수많은 조몬 시대와 고훈 시대 유적들이 시내에서 발견된다. 나라 시대에 하마마쓰는 도토미국의 국부가 되었다. 센고쿠 시대에 도쿠가와 이에야스가 오카자키성에서 하마마쓰성으로 거처를 옮김으로써 도시가 발전하였다. 에도 시대에는 에도와 교토를 잇는 도카이도(東海道)가 정비되어 그 역참으로 번영했다.
메이지 시대 이후 1871년~1876년까지 단명한 하마마쓰현에 속했다가 시즈오카현에 통합되었다. 1889년에 도카이도 본선의 하마마쓰역이 개업하였다. 같은 해에 정촌제 시행으로 하마마쓰정이 성립하였다. 1911년 7월 1일에 하마마쓰정이 시로 승격해 하마마쓰시가 되었다. 1926년부터 일본 육군 제7비행연대(현 항공자위대 하마마쓰 기지)가 주둔하기 시작하면서 군수 산업이 활발하게 되었다. 1944년 12월 7일에는 도난카이 지진으로 심각한 피해를 입었으며 1945년에 미 공군의 하마마쓰 공습으로 도시의 대부분이 파괴되었다.
1950년대와 1960년대에 주변의 촌들을 합병해 면적과 인구가 증가하였고 1991년 1월 1일에 하마나군의 가미촌을 편입하였다. 1996년 4월 1일에 하마마쓰시는 중핵시로 지정되었고, 2005년 7월 1일에 하마키타시, 덴류시, 이나사군 이나사정, 호소에정, 밋카비정, 하마나군 유토정, 마이사카정, 이와타군 사쿠마정, 미사쿠보정, 다쓰야마촌, 슈치군 하루노정을 편입하였다. 2007년 4월 1일에 정령지정도시가 되었다.

## 인구
| 연도 | 인구    | ±%     |
| ---- | ------- | ------ |
| 1940 | 434,253 | —      |
| 1950 | 494,296 | +13.8% |
| 1960 | 568,214 | +15.0% |
| 1970 | 631,284 | +11.1% |
| 1980 | 698,982 | +10.7% |
| 1990 | 751,509 | +7.5%  |
| 2000 | 786,306 | +4.6%  |
| 2010 | 800,912 | +1.9%  |

## 지리
하마마쓰는 남쪽의 평지와 북쪽의 산지로 이루어져 있으며 서쪽의 하마나호, 동쪽의 덴류강, 남쪽의 태평양이 시의 대략적인 경계를 형성한다.

### 기후
기후는 하마마쓰 남쪽은 온화하고 겨울에 눈이 적다. 그러나 겨울에는 엔슈노 가라카제라는 지역의 독특한 건조 계절풍 때문에 바람이 세며, 하마마쓰 북쪽의 기후는 푄 현상 때문에 훨씬 혹독하다. 덴류구 지역은 여름에 최고 기온이 35도까지 오르는 반면에 겨울에는 눈이 많이 온다.
| 하마마쓰시의 기후                                            | 하마마쓰시의 기후 | 하마마쓰시의 기후 | 하마마쓰시의 기후 | 하마마쓰시의 기후 | 하마마쓰시의 기후 | 하마마쓰시의 기후 | 하마마쓰시의 기후 | 하마마쓰시의 기후 | 하마마쓰시의 기후 | 하마마쓰시의 기후 | 하마마쓰시의 기후 | 하마마쓰시의 기후 | 하마마쓰시의 기후 |
| 월                                                           | 1월               | 2월               | 3월               | 4월               | 5월               | 6월               | 7월               | 8월               | 9월               | 10월              | 11월              | 12월              | 연간              |
| ------------------------------------------------------------ | ----------------- | ----------------- | ----------------- | ----------------- | ----------------- | ----------------- | ----------------- | ----------------- | ----------------- | ----------------- | ----------------- | ----------------- | ----------------- |
| 역대 최고 기온 °C (°F)                                       | 20.7 (69.3)       | 22.5 (72.5)       | 26.0 (78.8)       | 28.1 (82.6)       | 31.8 (89.2)       | 36.7 (98.1)       | 38.6 (101.5)      | 41.1 (106.0)      | 36.6 (97.9)       | 32.1 (89.8)       | 27.8 (82.0)       | 23.2 (73.8)       | 41.1 (106.0)      |
| 일평균 최고 기온 °C (°F)                                     | 10.6 (51.1)       | 11.5 (52.7)       | 15.0 (59.0)       | 19.6 (67.3)       | 23.7 (74.7)       | 26.6 (79.9)       | 30.3 (86.5)       | 31.8 (89.2)       | 28.8 (83.8)       | 23.6 (74.5)       | 18.6 (65.5)       | 13.2 (55.8)       | 21.1 (70.0)       |
| 일일 평균 기온 °C (°F)                                       | 6.3 (43.3)        | 6.8 (44.2)        | 10.3 (50.5)       | 15.0 (59.0)       | 19.3 (66.7)       | 22.6 (72.7)       | 26.3 (79.3)       | 27.8 (82.0)       | 24.9 (76.8)       | 19.6 (67.3)       | 14.2 (57.6)       | 8.8 (47.8)        | 16.8 (62.2)       |
| 일평균 최저 기온 °C (°F)                                     | 2.4 (36.3)        | 2.7 (36.9)        | 5.7 (42.3)        | 10.7 (51.3)       | 15.3 (59.5)       | 19.4 (66.9)       | 23.4 (74.1)       | 24.7 (76.5)       | 21.5 (70.7)       | 16.2 (61.2)       | 10.4 (50.7)       | 4.8 (40.6)        | 13.1 (55.6)       |
| 역대 최저 기온 °C (°F)                                       | −6.0 (21.2)       | −5.5 (22.1)       | −3.3 (26.1)       | 0.0 (32.0)        | 4.7 (40.5)        | 10.4 (50.7)       | 15.3 (59.5)       | 16.8 (62.2)       | 12.4 (54.3)       | 3.8 (38.8)        | 0.1 (32.2)        | −4.2 (24.4)       | −6.0 (21.2)       |
| 평균 강수량 mm (인치)                                        | 59.2 (2.33)       | 76.8 (3.02)       | 147.1 (5.79)      | 179.2 (7.06)      | 191.9 (7.56)      | 224.5 (8.84)      | 209.3 (8.24)      | 126.8 (4.99)      | 246.1 (9.69)      | 207.1 (8.15)      | 112.6 (4.43)      | 62.7 (2.47)       | 1,843.2 (72.57)   |
| 평균 강수일수 (≥ 0.5 mm)                                     | 5.9               | 6.5               | 9.8               | 10.4              | 10.8              | 13.1              | 11.9              | 8.4               | 11.9              | 10.9              | 7.5               | 6.3               | 113.4             |
| 평균 상대 습도 (%)                                           | 57                | 56                | 59                | 65                | 70                | 78                | 77                | 76                | 74                | 72                | 64                | 61                | 67                |
| 평균 월간 일조시간                                           | 206.6             | 187.8             | 201.9             | 199.7             | 205.1             | 148.1             | 176.3             | 211.4             | 166.7             | 162.6             | 171.8             | 200.1             | 2,237.9           |
| 출처: 일본 기상청 (평년값: 1991년~2020년, 극값: 1882년~현재) |                   |                   |                   |                   |                   |                   |                   |                   |                   |                   |                   |                   |                   |

## 산업
자동차 및 오토바이 제조 회사인 혼다와 스즈키, 세계적인 악기 제조 회사인 야마하와 카와이 악기 제작소 등이 본사를 둔 공업 도시로 발전해 왔고, 이에 따라 전술한 바와 같이 현청 소재지인 시즈오카시보다 인구가 많은 도시가 되었다. 한때 섬유 산업이 있었으나 이들 회사와 공장의 대부분은 1990년대에 사라졌다. 일본에 거주하는 274,700명의 일본계 브라질인 중 19,000명이 하마마쓰에서 일하고 있다.
또한 일본에서 10번째로 넓은 호수인 하마나호(浜名湖)에서는 장어 양식이 이뤄지고 있다.

## 스포츠
- 축구 - 혼다 FC
- 농구 - 하마마쓰 히가시미카와피닉스

## 행정 구역
- 주오구(일본어: 中央区)
- 덴류구(일본어: 天竜区)
- 하마나구(일본어: 浜名区)

## 교통

### 도로
- 도메이 고속도로
- 신토메이 고속도로
- 산엔난신 자동차도
- 국도 제1호선
- 국도 제42호선
- 국도 제150호선
- 국도 제257호선
- 국도 제301호선
- 국도 제362호선
- 국도 제473호선

### 철도
- 도카이 여객철도(JR 도카이)
  - 도카이도 신칸센
    - 하마마쓰역

  - 도카이도 본선
    - 덴류가와역 - 하마마쓰역 - 다카쓰카역 - 마이사카역 - 벤텐지마역

  - 이다선
    - 이즌마역 - 가미이치바역 - 우라카와역 - 하야세역 - 시모카와이역 - 주부텐류역 - 사쿠마역 - 아이즈키역 - 시로니시역 - 무카이치바역 - 미사쿠보역 - 오조레역 - 고와다역
- 엔슈 철도
  - 철도선
    - 모든 역이 하마마쓰시에 속한다.
- 덴류하마나코 철도
  - 덴류하마나코선

## 자매 도시
- 미국 뉴욕주 로체스터
- 브라질 마투그로수두술주 캄푸그란지

## 주요 인물
- 혼다 소이치로
- 다카야나기 겐지로
- 스즈키 고지